# روبن واین
روبن واین (انگلیسی: Reuben Vine; ۱۲ سپتامبر ۱۹۰۳ – ۱۳ ژانویهٔ ۱۹۶۹) بازیکن فوتبال اهل بریتانیا بود.
از باشگاه‌هایی که در آن بازی کرده‌است می‌توان به باشگاه فوتبال دارلینگتون و باشگاه فوتبال گیتزهد اشاره کرد.